# Prix de Geneve
Prix de Geneve är ett travlopp för fyraåriga varmblodiga hingstar som körs på Hippodrome d'Enghien-Soisy i Enghien-les-Bains norr om Paris i Frankrike varje år i augusti. Det är ett Grupp 3-lopp, det vill säga ett lopp av tredje högsta internationella klass. Loppet körs över distansen 2875 meter och förstapriset är 40 500 euro.

## Vinnare
| År   | Häst               | Födelseland   | Efter            | Kusk                  | Tränare               | Tid    |
| ---- | ------------------ | ------------- | ---------------- | --------------------- | --------------------- | ------ |
| 2024 | Knockonwood        | Frankrike     | Ready Cash       | Yoann Lebourgeois     | Philippe Allaire      | 1.12,1 |
| 2023 | J'Aime Le Foot     | Frankrike     | Boccador de Simm | Éric Raffin           | Antoine Lherete       | 1.13,0 |
| 2022 | Izoard Védaquais   | Frankrike     | Bird Parker      | Éric Raffin           | Philippe Allaire      | 1.13,1 |
| 2021 | Hohneck            | Frankrike     | Royal Dream      | Franck Nivard         | Philippe Allaire      | 1.12,2 |
| 2020 | Gotland            | Frankrike     | Ready Cash       | Éric Raffin           | Philippe Allaire      | 1.13,0 |
| 2019 | Feliciano          | Frankrike     | Ready Cash       | Éric Raffin           | Philippe Allaire      | 1.15,2 |
| 2018 | Classic Connection | Nederländerna | Love You         | Matthieu Abrivard     | Yves Boireau          | 1.14,2 |
| 2017 | Django Riff        | Frankrike     | Ready Cash       | Yoann Lebourgeois     | Philippe Allaire      | 1.14,2 |
| 2016 | Tony Gio           | Italien       | Varenne          | Christophe Martens    | Vincent Martens       | 1.15,0 |
| 2015 | Bird Parker        | Frankrike     | Ready Cash       | Jos Verbeeck          | Philippe Allaire      | 1.14,9 |
| 2014 | Romanesque         | Belgien       | Love You         | Marco Smorgon         | Marco Smorgon         | 1.14,8 |
| 2013 | Vagabondu Mag      | Frankrike     | Ozio Royal       | Jean Michel Bazire    | Bruno Bourgoin        | 1.14,4 |
| 2012 | Univers de Pan     | Frankrike     | Kenya du Pont    | Philippe Daugeard     | Philippe Daugeard     | 1.16,4 |
| 2011 | The Best Madrik    | Frankrike     | Coktail Jet      | Jean-Étienne Dubois   | Jean-Étienne Dubois   | 1.14,0 |
| 2010 | Sam Bourbon        | Frankrike     | Goetmals Wood    | Jean-Pierre Dubois    | Jean Baudron          | 1.14,9 |
| 2009 | Repeat Love        | Frankrike     | Coktail Jet      | Jean-Pierre Dubois    | Maurizio Grosso       | 1.15,5 |
| 2008 | Quaker Jet         | Frankrike     | Love You         | Jean-Étienne Dubois   | Jean-Étienne Dubois   | 1.15,6 |
| 2007 | Russel November    | Tyskland      | General November | Hugo Langeweg J:r     | Hugo Langeweg         | 1.14,4 |
| 2006 | Orlando Vici       | Frankrike     | Quadrophenio     | Jean Michel Bazire    | Fabrice Souloy        | 1.16,3 |
| 2005 | Nuage Noir         | Frankrike     | Cyrus Buissonay  | Thierry Duvaldestin   | Thierry Duvaldestin   | 1.16,2 |
| 2004 | Mara Bourbon       | Frankrike     | And Arifant      | Jean-Pierre Dubois    | Jean-Pierre Dubois    | 1.15,5 |
| 2003 | Lejacque d'Houlbec | Frankrike     | Workaholic       | Michel Lenoir         | Michel Lenoir         | 1.15,8 |
| 2002 | Kiss Melody        | Frankrike     | Extreme Dream    | Dominik Locqueneux    | Pierre Desire Allaire | 1.15,6 |
| 2001 | Royal Gull         | Belgien       | Alf Palema       | Jos Verbeeck          | Jan Kruithof          | 1.18,1 |
| 2000 | Ivory Pearl        | Frankrike     | Coktail Jet      | Jean Michel Bazire    | Jean Luc Bigeon       | 1.15,6 |
| 1999 | Hermes du Buisson  | Frankrike     | Buvetier d'Aunou | Jean-Pierre Dubois    | Jean-Pierre Dubois    | 1.15,6 |
| 1998 | Go Lucky           | Frankrike     | Buvetier d'Aunou | Jean-Étienne Dubois   | Jean-Étienne Dubois   | 1.18,6 |
| 1997 | General November   | Finland       | Valley Victory   | Pekka Korpi           | Veijo Kivioja         | 1.14,8 |
| 1996 | Envieuse           | Frankrike     | Sancho Panca     | Jean-Étienne Dubois   | Jean-Étienne Dubois   | 1.14,9 |
| 1995 | Dresden            | Frankrike     | Tarass Boulba    | Jean-Étienne Dubois   | Jean-Étienne Dubois   | 1.16,2 |
| 1994 | Camino             | Frankrike     | Firstly          | Jean-Pierre Dubois    | Jean-Pierre Dubois    | 1.15,1 |
| 1993 | Buvetier d'Aunou   | Frankrike     | Royal Presige    | Jean-Pierre Dubois    | Jean-Pierre Dubois    | 1.15,4 |
| 1992 | Avenir de See      | Frankrike     | Quito de Talonay | Ulf Nordin            | Ulf Nordin            | 1.14,5 |
| 1991 | Vox Dea            | Frankrike     | Chambon P.       | Yves Dreux            | Jean Lou Peupion      | 1.16,8 |
| 1990 | Extreme Hanover    | USA           | Speedy Crown     | Ulf Nordin            | Ulf Nordin            | 1.13,6 |
| 1989 | Gracia             | Belgien       | Speedy Count     | Heinz Wewering        | Heinz Wewering        | 1.15,0 |
| 1988 | Sebrazac           | Frankrike     | Ejakval          | Michel Marcel Gougeon | Ulf Nordin            | 1.16,9 |
| 1987 | Rose du Marquais   | Frankrike     | Fakir du Vivier  | Jean Claude Hallais   | Jean Claude Hallais   | 1.16,5 |
| 1986 | Quiriam            | Frankrike     | Inconnu de Retz  | Alain Laurent         | Alain Laurent         | 1.17,3 |
| 1985 | Petit Manou        | Frankrike     | Buffet II        | Jean Pierre Viel      | Jean Pierre Viel      | 1.19,1 |
| 1984 | Oree d'Aunou       | Frankrike     | Valmont          | Jean-Pierre Dubois    | Jean-Pierre Dubois    | 1.17,7 |
| 1983 | Nucius de Oizon    | Frankrike     | Gorel            | Michel Roussel        | Jacques Fouillard     | 1.16,7 |
| 1982 | Monquier           | Frankrike     | Villequier B.    | Jacques Provost       | Michel Royer          | 1.17,0 |
| 1981 | L'Esquirol         | Frankrike     | Esquirol         | Jean-Pierre Dubois    | Jean-Pierre Dubois    | 1.18,5 |
| 1980 | Kobiga             | Frankrike     | Clairbois        | Jean-Pierre Dubois    | Jean-Pierre Dubois    | 1.19,1 |
| 1979 | Jim                | Frankrike     | Seddouk          | Gerard Mascle         | Jean Pierre Moulin    | 1.19,7 |
| 1978 | Infant d'Autize    | Frankrike     | Raskolnikov Z.   | Guy Maurice Dreux     | Guy Maurice Dreux     | 1.19,2 |